# Вдовичка жовтошия
Вдовичка жовтошия (Vidua togoensis) — вид горобцеподібних птахів родини вдовичкових (Viduidae).

## Поширення
Вид поширений в Західній Африці від Гвінеї та Сьєрра-Леоне до Беніну. Є ізольовані популяції на півдні Малі та заході Камеруну. Живе у саванах з ізольованими деревами.

## Опис
Дрібний птах, завдовжки до 12 см, вагою до 20 г. Це стрункий на вигляд птах, із закругленою головою, міцним і конічним дзьобом, загостреними крилами та хвостом з квадратним закінченням. У самців верхня частина тіла і хвіст чорного кольору. У шлюбний період дві кермові пір'їни втричі довшими за довжину тіла (40-43 см). Горло, боки шиї і груди каштанового кольору, а живіт і стегна білі. У самиць голова і верхня частина тіла коричневі, темніші на крилах і хвості і з темними смугами на окремих перах, а горло і груди світло-сірі. У обох статей очі темно-карі, а ноги і дзьоб рожеві у самиці і чорні у самця.

## Спосіб життя
У негніздовий період трапляється у змішаних зграях з астрильдовими і ткачиковими. Живиться насінням трав, яке збирає на землі. Рідше поїдає ягоди, дрібні плоди, квіти, комах.

## Розмноження
Сезон розмноження триває з жовтня по січень. Гніздовий паразит. Підкладає свої яйця у гнізда астрильдів Pytilia hypogrammica. За сезон самиці відкладають 2-4 яйця. Пташенята вилуплюються приблизно через два тижні після відкладення: вони народжуються сліпими і немічними. Вони мають мітки на сторонах рота і горла, ідентичні тим, як у пташенят астрильдів, внаслідок чого їх не можна відрізнити. Пташенята ростуть разом з пташенятами прийомних птахів, слідуючи їхньому циклу росту. Вони залишають гніздо через три тижні після вилуплення, але незалежними стають до півторамісячного віку. Часто ці пташенята після досягнення зрілості залишаються у зграї своїх прийомних батьків.